# Joan Maria Sardà i Padrell
Joan Maria Sardà i Padrell (1957) és un empresari i polític català, diputat al Parlament de Catalunya en la IX i X legislatures.

## Biografia
Ha treballat com a empresari agrícola i de captació d'aigües subterrànies. Militant d'Unió Democràtica de Catalunya, a les eleccions municipals espanyoles de 1991 fou escollit regidor de la Pobla de Mafumet. A les eleccions municipals espanyoles de 1995 en fou escollit alcalde, càrrec que ha revalidat a les eleccions municipals de 1999, 2003, 2007, 2011 i 2015, 2019 i 2023. També ha estat vicepresident d'assumptes econòmics del Consell Comarcal del Tarragonès. De 1991 a 1999 fou delegat de la secció de futbol del Club Gimnàstic de Tarragona, del que en fou directiu el 1999-2006. Entre 1999 8 2007 fou president del Consell Esportiu del Tarragonès.
En 2011 va substituir en el seu escó Francesc Sancho i Serena, elegit diputat a les eleccions al Parlament de Catalunya de 2010. Després ha estat elegit diputat per la província de Tarragona a les eleccions al Parlament de Catalunya de 2012. Ha estat secretari de la mesa de la Comissió del Síndic de Greuges del Parlament de Catalunya.